# Reggie Johnson
Reginald "Reggie" Johnson (Atlanta, Georgia, 25 de junio de 1957) es un exjugador de baloncesto estadounidense que jugó cuatro temporadas en la NBA, además de hacerlo otras 8 en la liga ACB y tres más en la liga italiana. Con 2,05 metros de altura, lo hacía en la posición de ala-pívot.

## Trayectoria deportiva

### Universidad
Jugó cuatro temporadas con los Volunteers de la Universidad de Tennessee, en las que promedió 18,3 puntos y 8,0 rebotes por partido. Es en la actualidad el quinto mejor anotador de la historia de su universidad, por delante de jugadores como Dale Ellis o Bernard King.

### Profesional

#### NBA
Fue elegido en la decimoquinta posición del Draft de la NBA de 1980 por San Antonio Spurs, donde jugó una buena primera temporada, en la que acabó promediando 10,2 puntos y 4,5 rebotes por partido. Al año siguiente siguió evloucionando en su juego y en su aportación, aunque a pesar de ello los Spurs lo traspasaron junto con Ron Brewer a Cleveland Cavaliers a cambio de Mike Mitchell y Roger Phegley, quienes al término de la temporada lo traspasaron a Kansas City Kings a cambio de Cliff Robinson.
Meses antes del término de la temporada 1982-83 fue traspasado a Philadelphia 76ers, que buscaban reforzar sus posiciones cercanas a canasta para encarar los playoffs. Y Johnson ayudó con 5,5 puntos y 3,1 rebotes por partido a la consecución del anillo de campeones de la NBA, derrotando en las Finales a Los Angeles Lakers por un contundente 4-0. Al año siguiente fue traspasado a New Jersey Nets a cambio de Eddie Phillips y Horace Owens, donde jugó su última temporada en la NBA antes de iniciar un largo camino por el baloncesto europeo.

#### Italia y España
En 1984 decide continuar su carrera en Europa, fichando por el Marr Rimini de la liga italiana. Allí juega durante dos temporadas en la Serie A, promediando 20,8 puntos y 10,1 rebotes por partido. En el verano de 1987 se fija en él el Joventut de Badalona, que buscaba dos americanos con experiencia para afrontar la liga española, fichándolo a él junto con Joe Meriweather. Si bien este último fracasó, Johnson se convirtió rápidamente en uno de los puntales del equipo, acabando su primera temporada con 19,6 puntos, 8,8 rebotes y 1,1 tapones de promedio por encuentro en la liga regular. En esa primera temporada con los verdinegros ganó su primer título en España, la Copa Príncipe de Asturias, además de llegar a la final de la liga, donde cayeron ante el FC Barcelona por 3-1.
Jugó tres temporadas más en el Joventut, siendo en todas ellas de los máximos anotadores de su equipo. en la temporada 1989-1990 llegó por fin su momento de gloria, al ganar una competición internacional, la Copa Korac, derrotando en la final a doble partido al Scavolini Pesaro italiano. En tan sólo cuatro temporadas, Johnson se convirtió en uno de los jugadores más destacados de la historia del Joventut, siendo en la actualidad el quinto mejor anotador de todos los tiempos, con 2.670 puntos, solo por detrás de Jordi Villacampa (8.989), Rafa Jofresa (5.379), José María Margall (3.168)	y Rudy Fernández (2.689), el tercer mejor reboteador y el cuarto mejor taponador.
En 1990 regresa a Italia, para jugar una temporada en el Birra Messina Trapani de la Serie A2, donde promedia 21,7 puntos y 10,4 rebotes por partido, siendo uno de los artífices de la promoción del equipo a la A1. Ya con 34 años regresa a la ACB, fichando por el Elosúa León, donde juega cuatro temporadas más a un buen nivel, todas ellas por encima de los 11 puntos y 6 rebotes por partido, tras las cuales se retiraría definitivamente.

## Estadísticas de su carrera en la NBA

### Temporada regular
| Temporada | Edad | Equipo              | Liga | P   | TIT | MIN  | TC  | TCA | %TC  | 3P  | 3PA | %3P  | TL  | TLA | %TL  | R.OF. | R.DEF. | REB | ASIS | ROB | TAP | PER | FP  | PTS  |
| 1980-81   | 23   | San Antonio Spurs   | NBA  | 79  |     | 21.7 | 4.3 | 8.6 | .499 | 0.0 | 0.0 | .000 | 1.6 | 2.4 | .663 | 1.7   | 2.9    | 4.5 | 1.0  | 0.6 | 0.6 | 1.6 | 3.6 | 10.2 |
| 1981-82   | 24   | TOTAL               | NBA  | 75  | 48  | 25.4 | 4.7 | 8.8 | .530 | 0.0 | 0.0 | .000 | 1.6 | 2.1 | .756 | 1.9   | 4.1    | 6.0 | 1.0  | 0.4 | 0.8 | 1.3 | 3.4 | 10.9 |
| 1981-82   | 24   | San Antonio Spurs   | NBA  | 21  | 17  | 24.0 | 4.5 | 9.2 | .485 | 0.0 | 0.0 |      | 1.5 | 1.9 | .800 | 2.0   | 4.5    | 6.5 | 1.0  | 0.3 | 0.8 | 1.2 | 3.2 | 10.5 |
| 1981-82   | 24   | Cleveland Cavaliers | NBA  | 23  | 22  | 26.8 | 4.1 | 7.6 | .537 | 0.0 | 0.0 |      | 1.5 | 1.9 | .795 | 1.9   | 3.6    | 5.4 | 1.0  | 0.3 | 0.7 | 1.0 | 3.2 | 9.7  |
| 1981-82   | 24   | Kansas City Kings   | NBA  | 31  | 9   | 25.3 | 5.3 | 9.5 | .556 | 0.0 | 0.0 | .000 | 1.6 | 2.3 | .708 | 1.7   | 4.4    | 6.1 | 1.0  | 0.6 | 0.9 | 1.6 | 3.8 | 12.2 |
| 1982-83   | 25   | TOTAL               | NBA  | 79  | 8   | 19.5 | 3.1 | 6.4 | .485 | 0.0 | 0.1 | .250 | 1.2 | 1.6 | .731 | 1.4   | 2.3    | 3.7 | 0.9  | 0.3 | 0.5 | 1.3 | 2.9 | 7.5  |
| 1982-83   | 25   | Kansas City Kings   | NBA  | 50  | 0   | 19.8 | 3.6 | 7.1 | .501 | 0.0 | 0.1 | .250 | 1.5 | 2.0 | .730 | 1.5   | 2.5    | 4.0 | 1.0  | 0.4 | 0.5 | 1.4 | 3.0 | 8.6  |
| 1982-83   | 25   | Philadelphia 76ers  | NBA  | 29  | 8   | 18.9 | 2.4 | 5.3 | .448 | 0.0 | 0.0 |      | 0.8 | 1.0 | .733 | 1.1   | 2.0    | 3.1 | 0.8  | 0.3 | 0.6 | 1.2 | 2.8 | 5.5  |
| 1983-84   | 26   | New Jersey Nets     | NBA  | 72  | 4   | 11.4 | 1.8 | 3.6 | .496 | 0.0 | 0.0 | .000 | 1.3 | 1.8 | .730 | 0.7   | 1.2    | 1.9 | 0.6  | 0.3 | 0.3 | 0.8 | 2.0 | 4.8  |
| Total     |      |                     | NBA  | 305 | 60  | 19.6 | 3.5 | 6.9 | .505 | 0.0 | 0.0 | .143 | 1.4 | 2.0 | .716 | 1.4   | 2.6    | 4.1 | 0.9  | 0.4 | 0.6 | 1.3 | 3.0 | 8.4  |

### Playoffs
| Temp.   | Edad | Equipo             | Liga | P  | MIN | TCA | TC | 3PA | 3P | TLA | TL | R.OF. | REB | ASIS | ROB | TAP | PER | FP | PTS | %TC  | %3P | %FT   | MIN  | PTS  | REB | AST |
| 1980-81 | 23   | San Antonio Spurs  | NBA  | 7  | 224 | 35  | 73 | 0   | 0  | 19  | 25 | 15    | 34  | 16   | 4   | 5   | 10  | 27 | 89  | .479 |     | .760  | 32.0 | 12.7 | 4.9 | 2.3 |
| 1982-83 | 25   | Philadelphia 76ers | NBA  | 5  | 32  | 2   | 4  | 0   | 0  | 2   | 2  | 0     | 0   | 3    | 1   | 0   | 3   | 5  | 6   | .500 |     | 1.000 | 6.4  | 1.2  | 0.0 | 0.6 |
| 1983-84 | 26   | New Jersey Nets    | NBA  | 7  | 17  | 0   | 4  | 0   | 0  | 5   | 6  | 1     | 5   | 0    | 0   | 1   | 4   | 2  | 5   | .000 |     | .833  | 2.4  | 0.7  | 0.7 | 0.0 |
| Total   |      |                    | NBA  | 19 | 273 | 37  | 81 | 0   | 0  | 26  | 33 | 16    | 39  | 19   | 5   | 6   | 17  | 34 | 100 | .457 |     | .788  | 14.4 | 5.3  | 2.1 | 1.0 |